# إيه إل هولت
إيه إل هولت (بالإنجليزية: A. L. Holt)‏، (1896 – 1971)، كان ضابط عسكري، ومستكشف بريطاني.

## السيرة الذاتية
في عقد العشرينيات من القرن 20. وعندما كان عضوا في "المهندسين الملكي"، قاد عدد من البعثات الاستكشافية، مستخدما مركبات بمحركات، تنقل بواسطتها في صحاري الجزيرة العربية، وهي المرة الأولى التي يتم فيها القيام بمثل هذه الرحلات الطويلة مع هذا العدد الكبير من المركبات. وكان هولت مولعا بشكل خاص من بسيارات فورد، والتي وجدها مناسبة تماما لمثل هذه الأغراض.
في عام 1921، شارك هولت في إنشاء المسار عبر الصحراء السورية من بغداد إلى الطرف الشرقي من الصحراء البازلتية في الأردن، ليكون بمثابة مسار دليل للخط الجوي للطيارين للتحليق من القاهرة إلى بغداد.
سافر هولت في بعض الأحيان مع جون فيلبي وجيرارد ليتشمان.